# Shouldn't a Told You That
Shouldn't a Told You That è il terzo album discografico del gruppo musicale country statunitense Dixie Chicks, pubblicato nel 1993.

## Tracce
1. Whistles and Bells (Cindy Bullens, Radney Foster) - 3:01
2. I'm Falling Again (Matthew Benjamin, Martie Erwin, Laura Lynch, Emily Erwin) - 3:25
3. Shouldn't a Told You That (Walter Hyatt) - 3:05
4. Desire (Steve Kolander, Kim Richey) - 3:30
5. There Goes My Dream (Jamie O'Hara) - 3:32
6. One Heart Away (Benjamin, Tom Van Schaik) - 3:35
7. The Thrill Is in the Chase (Lynch, Dave Peters) - 3:09
8. I Wasn't Looking for You (Benjamin) - 3:28
9. I've Only Got Myself to Blame (Tony Lane) - 3:22
10. Planet of Love (Jim Lauderdale, John Leventhal) - 5:00
  - Include la traccia nascosta Boo Hoo

## Formazione
- Martie Erwin - violino, voce
- Laura Lynch - basso, voce
- Emily Erwin - banjo, chitarra